# David Moyes
David William Moyes (n. 25 aprilie 1963, Glasgow, Scoția, Regatul Unit) este un fotbalist britanic retras din activitate, care a jucat pe post de fundaș central la echipe ca Preston, Celtic și Shrewsbury. După încheierea carierei, a devenit antrenor, și antrenează în prezent pe Everton FC. Între 2002 și 2013 a antrenat echipa Everton, în luna mai 2013 semnând un contract cu Manchester United, luându-i locul lui Sir Alex Ferguson. În noiembrie 2014 a devenit antrenorul echipei Real Sociedad.

## Antrenorat
La 19 mai 2024.
| Echipa            | Început           | Sfârșit          | Rezultate | Rezultate | Rezultate | Rezultate | Rezultate  | Rezultate |
| Echipa            | Început           | Sfârșit          | M         | V         | E         | Î         | Victorii % | Ref.      |
| ----------------- | ----------------- | ---------------- | --------- | --------- | --------- | --------- | ---------- | --------- |
| Preston North End | 12 ianuarie 1998  | 14 martie 2002   | 234       | 113       | 58        | 63        | 48,29      |           |
| Everton           | 14 martie 2002    | 30 iunie 2013    | 518       | 218       | 139       | 161       | 42,08      |           |
| Manchester United | 1 iulie 2013      | 22 aprilie 2014  | 51        | 27        | 9         | 15        | 52,94      |           |
| Real Sociedad     | 10 noiembrie 2014 | 9 noiembrie 2015 | 42        | 12        | 15        | 15        | 28,57      | [ 5 ]     |
| Sunderland        | 23 iulie 2016     | 22 mai 2017      | 43        | 8         | 7         | 28        | 18,6       | [ 5 ]     |
| West Ham United   | 7 noiembrie 2017  | 13 mai 2018      | 31        | 9         | 10        | 12        | 29,03      | [ 5 ]     |
| West Ham United   | 29 decembrie 2019 | 19 mai 2024      | 231       | 103       | 45        | 83        | 44,59      | [ 5 ]     |
| Total             | Total             | Total            | 1.150     | 489       | 285       | 376       | 42,52      |           |